# Diarthrodes major
Diarthrodes major är en kräftdjursart som först beskrevs av T. Scott och A. Scott 1895.  Diarthrodes major ingår i släktet Diarthrodes och familjen Thalestridae. Inga underarter finns listade i Catalogue of Life.